# Abraxas odersfeltia
Abraxas odersfeltia är en fjärilsart som beskrevs av Porritt 1920. Abraxas odersfeltia ingår i släktet Abraxas och familjen mätare. Inga underarter finns listade i Catalogue of Life.